# Carlo Lotti
Carlo Lotti (né le 30 mars 1916 à Rome, et mort dans cette ville le 5 mars 2013) est un ingénieur et professeur de constructions hydrauliques italien, fondateur de la société d’ingénieurs C. Lotti & Associati.

## Biographie
Carlo Lotti est diplômé en 1939 de l'école polytechnique de Rome et devient assistant. Plus tard il devient professeur pour des ouvrages hydrauliques. Il effectue son service militaire jusqu'à l'armistice de septembre 1943 et décide alors de rejoindre l’Italie libérée; il devient capitaine.
Il a commencé dans la profession avec l’entreprise Cidonio. En 1957, il a créé la société des ingénieurs qui porte son nom.
Carlo Lotti est marié  avec Marcella Bini. Sa fille, Patrizia est la présidente de la société et son fils, Massimo, est avocat.
En 1977 le président d’Italie l'a nommé Chevalier de la République
Lotti a créé l’association des ingénieurs civils italiens, OICE.
Carlo Lotti était le président honoraire de l'Association Hydrotechnique Italienne

## Projets principaux
Carlo Lotti a participé à de nombreux projets, dès 1957 avec l’aide de ses associés et après avec l’organisation de la société C. Lotti & Associati SpA.

### Barrages en Afrique
Le premier projet en Afrique, pour PNUD, était l’étude de faisabilité économique de la production agricole et le transport fluvial sur le Logone.
En 1973, la Communauté européenne confie à sa société la construction du barrage sur le fleuve  Sankarani, tributaire au Niger, près de la ville Sélingué. Le barrage haut de 35 m fut achevé en 1980. L’électricité produite couvre non seulement la demande domestique mais permet l'export vers les pays voisins. De plus, le barrage contrôle les crues et, surtout, a créé un lac pour la pêche assez riche. La création du barrage Bakolori au Nord du Nigeria, en collaboration avec la compagnie Nuovo Castoro est très importante. Le projet inclut le barrage équipé des turbines, avec une capacité de 3MW, et d’un réseau d’irrigation pour 23000 ha. Un deuxième projet concernait le barrage de Goronyo avec une capacité d’un milliard de m³.

### Planification des bassins
La planification nécessite la participation de nombreux experts dans divers secteurs : hydrologie, hydraulique, agriculture, économie, engineering et autres. Un modèle mathématique est capable de traiter l’ensemble des aspects. La méthodologie fut développée par l’université Harvard. Une collaboration a lié Lotti avec le groupe de scientifiques de Harvard pour les applications de la méthode pour l’utilisation optimale des ressources de l’eau.
Le premier projet a traité le bassin du fleuve Sava, tributaire du Danube. Le modèle mathématique a choisi 32 réservoirs sur les 57 examinés.
En Italie, la première application était le projet Tibre, sous la direction de IRSA.
Après la crue de 1966, qui a causé une catastrophe dans le centre historique de la ville de Florence, il était indispensable d’examiner la solution possible de la protection. La complexité du  projet a rendu nécessaire l’application d’un modèle mathématique. Le résultat du modèle indiquait l’ensemble optimal des œuvres.
La région d'Emilie comprend plusieurs fleuves près du Pô.  Un réseau de canaux lie ces cours d’eau. Le projet a analysé les ressources et demandes  pour les différents utilisateurs d’eau. La société Idroser en Emilie a participé au projet et en était chargé de l’exécution.
Le Plan des Eaux de la Sardaigne analysait tous les aspects de la demande actuelle et future.
Lotti a créé un institut de recherche en Sardaigne, Hydrocontrol, spécialisé dans les ressources d’eaux. L’école a formé trente jeunes chercheurs.
La qualité des eaux dans le bassin de Piracicaba au Brésil a été étudiée avec un modèle mathématique. Le résultat indiquait le degré de traitement nécessaire.

### Pont de Messine
Lotti a participé au concours international pour la projection  du Pont de Messine. Lotti a étudié la technique de la fondation sous mer. La solution présentée a reçu un prix, mais le choix définitif prévoit la portée unique, qui sera la portée plus longue du monde.

### Contrôle des crues en Chine
Carlo Lotti est allé en Chine pour la première fois en 1971 avec une délégation italienne du Ministère du Commerce Extérieur.  Successivement, un projet pour le contrôle des crues fut établi en 1982 avec le financement de la Coopération Technique Italienne. Le but du projet n’était pas seulement le développement d’un plan mais également le training du personnel et la fournituire d’un réseau pilote de mesures. L’étude examina le bassin du fleuve Han, tributaire de Yangtze. Un grand barrage existe dans le bassin pour le contrôle des crues et la production d’électricité. La gestion optimale du barrage a une grande importance économique et pour l'environnement.
Un autre projet similaire fut fait pour le bassin de Huai.

### Réseaux municipaux
La perte d’eau dans les réseaux constitue une importante réduction de la disponibilité. La recherche et la réparation des pertes signifie une “ressource nouvelle”.
Lotti a exécuté divers projets de recherches des pertes avec l'aide d'instruments et de modèles mathématiques.  À Messine, 455 km de conduits ont été examinés. Des projets similaires furent menés a Reggio de Calabre, Catane, Aoste.
Des projets à l’étranger ont concerné les villes de Bucarest en Roumanie, Durrës en Albanie, Ukraine, Moldavie, Nkayi Congo.

### Routes et chemin de fer
- Autoroute Zagreb – Split et Sarajevo – mer
- Route de vallée Agri
- Chemin de fer rapide Bologne - Milan et Milan - Vérone
- Chemin de fer urbain Rome - Pantano
- Ligne C du métro de Rome
- Route Yaoundé - Kribi en Cameroun
- Route Shar – Barman et Kabul circulaire en Afghanistan[3]

## Livres
- Lotti Carlo - Gorio Nino, Un lungo cammino. Cinquant'anni di ingegneria nel mondo (Un long chemin. Cinquante ans d’ingénierie dans le monde), 296 p., Ed. Hoepli, Milano 2008,  (ISBN 882034081X)